# Jean-Claude Belfiore
 (mai 2023).
Si vous disposez d'ouvrages ou d'articles de référence ou si vous connaissez des sites web de qualité traitant du thème abordé ici, merci de compléter l'article en donnant les références utiles à sa vérifiabilité et en les liant à la section « Notes et références ».
Pour les articles homonymes, voir Belfiore (homonymie).
Jean-Claude Belfiore, né le 8 mai 1955 à Nantes, en France, est un écrivain français, auteur de roman policier et de quelques ouvrages historiques.

## Biographie
En 1984, il publie son premier roman policier, Une femme finie, édité dans la collection Spécial Police  au Fleuve noir. Après trois romans publiés dans cette collection, il écrit des ouvrages historiques (sur l'antiquité, le génocide arménien), sur la mythologie grecque et romaine et sur les croyances et symboles de l'antiquité.
Il publie deux romans polars en 2018.

## Œuvre

### Romans policiers
- Une femme finie, Fleuve noir, coll. « Spécial Police » no 1893 (1984)  (ISBN 2-265-02742-1)
- Paradis du crime, Fleuve noir, coll. « Spécial Police » no 1993 (1986)  (ISBN 2-265-03207-7)
- Crimes de polichinelles, Fleuve noir, coll. « Spécial Police » no 2055 (1987)  (ISBN 2-265-03602-1)
- Toxines sur Nantes, A. Bargain, coll. « Enquêtes et suspense » (2012)  (ISBN 978-2-35550-119-7)
- À poings fermés, Moissons Noires (2018)  (ISBN 978-2-37109-072-9)
- Le Pendu de Notre-Dame de Nantes, Geste Éditions, coll. « Le Geste Noir » (2018)  (ISBN 979-10-353-0142-2)
- Une si grande souffrance, Les Presses Littéraires, coll. « Crimes et châtiments » (2020)  (ISBN 979-1-031-00669-7)
- Mourir à poings fermés, Independently published (2023)  (ISBN 979-8863481807)

### Ouvrages historiques
- Dictionnaire de mythologie grecque et romaine, Éditions Larousse (2003)  (ISBN 2-03-505337-4), réédition sous le titre Grand dictionnaire de la mythologie grecque et romaine, Éditions Larousse (2010)  (ISBN 978-2-03-585638-8) ; (2016)  (ISBN 978-2-03-593256-3). Traduit en hongrois (2008) et en japonais (2019).
- Dictionnaire des croyances et symboles de l'Antiquité, Éditions Larousse, coll. « In extenso » (2010)  (ISBN 978-2-03-583943-5), réédition Le Grand Livre du mois (2010)  (ISBN 978-2-286-06000-8)
- Êtes-vous fort en mythologie ?, Éditions Larousse, coll. « Les Petits Précis de culture générale » (2011)  (ISBN 978-2-03-586380-5), réédition France Loisirs (2012)  (ISBN 978-2-298-06259-5)
- Hannibal, une incroyable destinée, Éditions Larousse, coll. « L'histoire comme un roman » (2011)  (ISBN 978-2-03-584191-9)
- Moi, Azil Kémal, j'ai tué des Arméniens - Carnets d'un officier de l'armée ottomane, Éditions Parenthèses, coll. « Diasporales » (2013)  (ISBN 978-2-86364-279-5)
- La mythologie pour ceux qui ont tout oublié, Éditions Larousse, coll. « Pour ceux qui ont tout oublié » (2017)  (ISBN 978-2-03-593651-6)
- Les Gladiateurs et les Jeux de sang dans l'Antiquité romaine, Independently published (2023)  (ISBN 979-8393175993)
- Grand livre de la mythologie et des légendes nordiques, Independently published (2023)  (ISBN 979-8868442261)
- Jason et les Argonautes ou les tribulations d’une bande de ratés, Independently published (2024)  (ISBN 979-8876224453)
- Rome et les Barbares - Les hommes, les lieux, les batailles, les idées - L'Encyclopédie, Independently published (2024)  (ISBN 979-8342843775)

### Littérature d'enfance et de jeunesse
- L'Île de la révolte, Bayard Presse, DLire (mai 2001) (en collaboration avec Laurent Hirn)

### Guide touristique
- 111 Lieux à Nantes à ne pas manquer, Emons, 10 juin 2021,  (ISBN 978-3-74-081052-8)